# Hostilina
Dans la mythologie romaine, Hostilina (du latin hostire, « mettre à niveau ») était une déesse agraire attachée à Cérès) responsable de la bonne formation de l'épi lors de l'épiaison du blé.
On connaît cette déesse par les écrits de saint Augustin, lorsqu'il énumère les divinités agricoles référencées par Varron qu'il trouve futiles (La Cité de Dieu, L.IV). Elle est à rapprocher des divinités consacrées à la formation de l'épi de blé pour éviter : Patélana, Nodutus, Volutina, Flore, Lacturnus et Matuta.